# Olympische Sommerspiele 1996/Wasserspringen
Bei den XXVI. Olympischen Sommerspielen 1996 in Atlanta fanden vier Wettbewerbe im Wasserspringen statt, je zwei für Frauen und Männer. Austragungsort war das George Tech Aquatic Centre auf dem Campus der Georgia Institute of Technology.

## Bilanz

### Medaillenspiegel

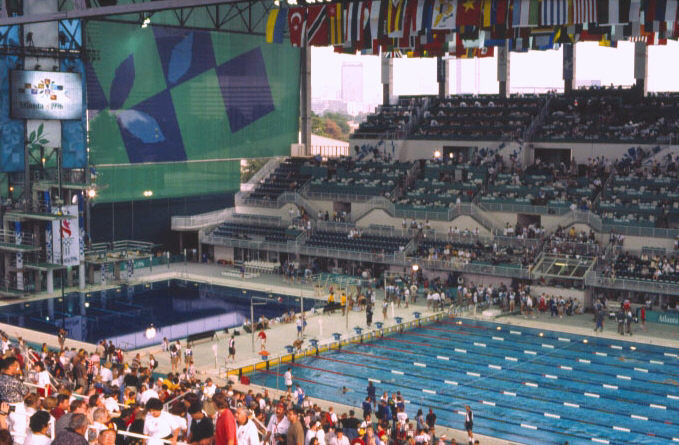
Georgia Tech Aquatic Cente

| Platz | Land               | Gold | Silber | Bronze | Gesamt |
| ----- | ------------------ | ---- | ------ | ------ | ------ |
| 1     | China              | 3    | 1      | 1      | 5      |
| 2     | Russland           | 1    | 1      | –      | 2      |
| 3     | Deutschland        | –    | 2      | –      | 2      |
| 4     | Vereinigte Staaten | –    | –      | 2      | 2      |
| 5     | Kanada             | –    | –      | 1      | 1      |

### Medaillengewinner
| Konkurrenz        | Gold          | Silber       | Bronze        |
| ----------------- | ------------- | ------------ | ------------- |
| Kunstspringen 3 m | Xiong Ni      | Yu Zhuocheng | Mark Lenzi    |
| Turmspringen 10 m | Dmitri Sautin | Jan Hempel   | Xiao Hailiang |

| Konkurrenz        | Gold       | Silber        | Bronze           |
| ----------------- | ---------- | ------------- | ---------------- |
| Kunstspringen 3 m | Fu Mingxia | Irina Laschko | Annie Pelletier  |
| Turmspringen 10 m | Fu Mingxia | Annika Walter | Mary Ellen Clark |

## Ergebnisse Männer

### Kunstspringen 3 m
| Platz | Land | Sportler        | Punkte |
| ----- | ---- | --------------- | ------ |
| 1     | CHN  | Xiong Ni        | 701,46 |
| 2     | CHN  | Yu Zhuocheng    | 690,93 |
| 3     | USA  | Mark Lenzi      | 686,49 |
| 4     | USA  | Scott Donie     | 666,93 |
| 5     | RUS  | Dmitri Sautin   | 644,67 |
| 6     | AUS  | Michael Murphy  | 640,95 |
| 7     | GER  | Jan Hempel      | 622,32 |
| 8     | MEX  | Fernando Platas | 619,98 |
|       |      |                 |        |
| 12    | GER  | Andreas Wels    | 583,56 |
| 14    | AUT  | Richard Frece   | 563,64 |

Datum: 28. und 29. Juli 1996 

39 Teilnehmer aus 27 Ländern

### Turmspringen 10 m
| Platz | Land | Sportler             | Punkte |
| ----- | ---- | -------------------- | ------ |
| 1     | RUS  | Dmitri Sautin        | 692,34 |
| 2     | GER  | Jan Hempel           | 663,27 |
| 3     | CHN  | Xiao Hailiang        | 658,20 |
| 4     | CHN  | Tian Liang           | 648,18 |
| 5     | RUS  | Wladimir Timoschinin | 628,59 |
| 6     | USA  | David Pichler        | 607,11 |
| 7     | MEX  | Fernando Platas      | 603,03 |
| 8     | GER  | Michael Kühne        | 583,98 |
|       |      |                      |        |
| 12    | AUT  | Richard Frece        | 503,64 |

Datum: 1. und 2. August 1996 

37 Teilnehmer aus 27 Ländern

## Ergebnisse Frauen

### Kunstspringen 3 m
| Platz | Land | Sportlerin      | Punkte |
| ----- | ---- | --------------- | ------ |
| 1     | CHN  | Fu Mingxia      | 547,68 |
| 2     | RUS  | Irina Laschko   | 512,19 |
| 3     | CAN  | Annie Pelletier | 509,64 |
| 4     | USA  | Melisa Moses    | 507,99 |
| 5     | UKR  | Olena Schupina  | 507,27 |
| 6     | JPN  | Yuki Motobuchi  | 506,04 |
| 7     | RUS  | Wera Iljina     | 493,56 |
| 8     | SWE  | Anna Lindberg   | 489,81 |
|       |      |                 |        |
| 11    | GER  | Claudia Bockner | 455,70 |
| 16    | GER  | Simona Koch     | 444,90 |

Datum: 30. und 31. Juli 1996 

30 Teilnehmerinnen aus 21 Ländern

### Turmspringen 10 m
| Platz | Land | Sportlerin        | Punkte |
| ----- | ---- | ----------------- | ------ |
| 1     | CHN  | Fu Mingxia        | 521,58 |
| 2     | GER  | Annika Walter     | 479,22 |
| 3     | USA  | Mary Ellen Clark  | 472,95 |
| 4     | USA  | Becky Ruehl       | 455,19 |
| 5     | CHN  | Guo Jingjing      | 447,21 |
| 6     | UKR  | Olena Schupina    | 437,01 |
| 7     | KAZ  | Irina Wygusowa    | 432,60 |
| 8     | RUS  | Olga Kristoforova | 426,12 |
|       |      |                   |        |
| 11    | AUT  | Anja Richter      | 408,45 |
| 12    | GER  | Ute Wetzig        | 367,35 |

Datum: 26. und 27. Juli 1996 

33 Teilnehmerinnen aus 21 Ländern